# 夫妇崩坏之时
《夫妇崩坏之时》是改编自英国BBC One《福斯特医生》，于2023年4月8日（7日深夜）至7月1日（6月30日深夜）在日本電視台新设立的电视剧档次「週五深夜剧DEEP」播出的电视剧。主演為稻森泉。

## 演员阵容

### 主要人物
- 真壁陽子：稻森泉[1]

内科医生。陽風台诊所的副院長。

### 真壁家
- 真壁昂太：吉澤悠（日语：吉沢悠）[1]

陽子的丈夫。一位失败的电影导演和一家電影制作公司的社长。
- 真壁凪：宮本琉成

陽子的儿子。

### 佐倉家
- 佐倉理央：優希美青[1]

出生在名门世家的独生女。昂太的情人。
- 佐倉徹郎：矢島健一（日语：矢島健一）[2]

理央的父親。
- 佐倉美南：七瀨夏美（日语：七瀬なつみ）[2]

理央的母親。陽子的患者。料理研究师。

### 加集家
- 加集基樹：內田朝陽（日语：内田朝陽）[2]

昂太的同学，也是昂太公司的会计师。
- 加集朋美：安藤聖（日语：安藤聖）[2]

基樹的妻子。在自家開設繪畫教室。

### 松井家
- 松井彩：黑澤遙香（日语：黑澤はるか）

昂太的部下。
- 松井實玖：長谷川晏

彩的母亲。凪的友人。

### 周边人物
- 相澤佳奈子：内田慈（日语：内田慈）[2]

妇产科医生。陽子的同事。與昂太、基樹是青梅竹馬。
- 吉野芽衣：結城萌（日语：結城モエ）[2]

陽子的患者。
- 峯田康生：犬飼貴丈[2]

芽衣的男朋友。有家暴傾向。
- 大庭學：長谷川初範[2]

精神科医生。陽子的恩師。
- 真壁由紀：松本留美（日语：松本留美）

昂太的母親。